# Сковороднево
Сковороднево (рос. Сковороднево) — село в Хомутовському районі Курської області Російської Федерації.
Населення становить 130 осіб. Входить до складу муніципального утворення Сковородневська сільрада.

## Історія
Населений пункт розташований на території українського етнічного та культурного краю Східна Слобожанщина.
Від 2004 року входить до складу муніципального утворення Сковородневська сільрада.

## Населення
| 2002 | 2010 | 2015 |
| ---- | ---- | ---- |
| 231  | ↘138 | ↘130 |